# Киришки рејон
Киришки рејон (рус. Киришский район) административно-територијална је јединица другог нивоа и општински рејон у централном делу Лењинградске области, на северозападу европског дела Руске Федерације.
Административни центар рејона је град Кириши. Према проценама националне статистичке службе Русије за 2015, на територији рејона је живело 64.493 становника или у просеку око 21,51 ст/км².

## Географија
Киришки рејон смештен је у централним деловима Лењинградске области, и обухвата територију површине 3.019,3 км², и по том параметру на десетом је месту међу 17 рејона у области (чини око 4,1% укупне обласне територије). Граничи се са Тихвинским рејоном на истоку, на северу је Волховски, на северозападу Кировски, а на западу Тосњенски рејон. На југу су рејони Новгородске области (Љубитински, Маловишерски и Чудовски). Административни центар рејона град Кириши удаљен је свега 176 километара источно од Санкт Петербурга.
Рејон се налази у сливном подручју реке Волхов која његову територију пресеца у смеру југ-север. Важнији водотоци су још и притоке Волхова Пчјовжа са десне и Тигода са леве стране.
Око 60% рејонске територије је под шумама, док мочварна подручја заузимају око 13%.

## Историја
Киришки рејон настао је трансформацијом Андрејевског рејона Лењинградске области (основаног 1927. године) након што је 30. септембра 1931. рејонско седиште премештено у тада село Кириши, а сам рејон преименован у Киришки. Привремено је био расформиран у периоду између 1963. и 1965. године.

## Демографија и административна подела
Према подацима пописа становништва из 2010. на територији рејона је живело укупно 63.764 становника, док је према процени из 2015. ту живело 64.493 становника, или у просеку 21,51 ст/км². По броју становника Киришки рејон се налази на 11. месту у области, са уделом у укупној обласној популацији од око 3,74%.
| 1959.  | 1970.  | 1979.  | 1989.  | 2002.  | 2010.  | 2015.   |
| ------ | ------ | ------ | ------ | ------ | ------ | ------- |
| 18.164 | 43.554 | 59.278 | 67.535 | 67.709 | 63.764 | 64.493* |

Напомена: * Према процени националне статистичке службе. 
На подручју рејона постоји укупно 77 насељених места, а рејонска територија је подељена на 6 другостепених општина (2 урбане и 4 руралне). Административни центар рејона је град Кириши, док статус урбаног насеља има још и варошица Будогошч.